# Alexander von Nicolay

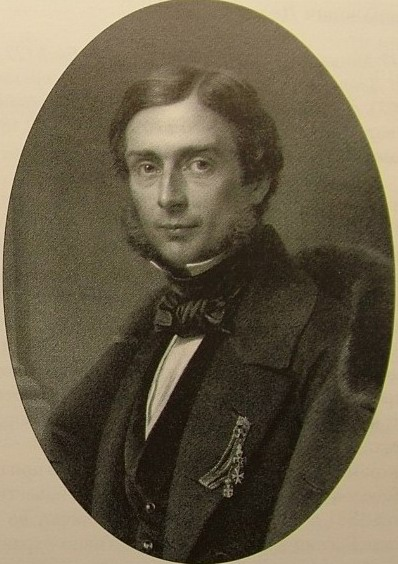
Alexander Freiherr von Nicolay

Alexander Pawlowitsch Freiherr von Nicolay (russisch Александр Павлович Николаи; * 25. Februar 1821 in Kopenhagen; † 3. Julijul. / 15. Juli 1899greg. auf dem Landgut Latschino, Gouvernement Tiflis) war ein russischer Staatsbeamter und Politiker.

## Leben
Nicolay stammte aus einer schwedischen Adelsfamilie, die sich im 18. Jahrhundert in Frankreich niedergelassen hatte. Nicolays Großvater Ludwig Heinrich von Nicolay, Professor für Logik der Universität Straßburg, war auf Einladung Katharinas II. 1769 in den russischen Dienst getreten und war Bibliothekar und Sekretär Großfürst Pawel Petrowitschs. Nicolays Eltern waren der Diplomat Paul von Nicolay und Prinzessin Alexandrina Simplicia de Broglie, Enkelin des Maréchal général des camps et armées du roi Victor-François de Broglie.
Im Frühjahr 1839 schloss Nicolay den Besuch des Lyzeums Zarskoje Selo mit einer Silbermedaille als Titulärrat (IX. Rangklasse) ab und begann den Dienst in der Kanzlei des Generalgouverneurs von Neurussland und Bessarabien Michail Woronzow.
Als Woronzow Kaukasus-Statthalter wurde, wechselte Nicolay in dessen Kanzlei. 1845 nahm er an Woronzows erfolglosem Feldzug gegen Imam Schamil im Aul Dargo und an der Eroberung des Auls Salta teil. 1848 wurde Nicolay Direktor der Feldzugskanzhlei Woronzows. 1852 wurde er Mitglied des Rats der Transkaukasus-Region und Kurator des Transkaukusus-Bildungsbezirks.
Nach Ernennung Alexander Golownins zum Volksbildungsminister 1861 wurde Nicolay sein Stellvertreter und Mitglied der Zensur-Hauptverwaltung mit Beförderung zum Geheimen Rat (III. Rangklasse). Nach der Auflösung der Zensur-Hauptverwaltung 1862 wurde er in den Senat berufen.
Nicolay kehrte 1863 in den Kaukasus zurück und leitete die Hauptverwaltung des Kaukasus-Statthalters. Auch war er Vorsitzender des Transkukasus-Zentralkomitees für die Regelung des Lebens der leibeigenen Bauern. Er hatte 1862 Michail Gersewanow zum Chefinspektor des Zivilbaus im Kaukasus berufen, unter dessen Leitung nun mehr als 500 km militärisch wichtige Chaussee-artige Straßen gebaut, Mineralwässer erschlossen, Häfen und Bewässerungen entwickelt und Eisenbahnstrecken gebaut wurden.
Von 1865 bis 1880 bearbeitete Nicolay in verschiedenen Kommissionen beim Volksbildungsministerium Finanz- und Verwaltungsprobleme. Insbesondere nahm er an der Erarbeitung der liberalen Universitätsordnung 1863 und an der Volksschulordnung 1864 teil. Auch reformierte er das Bauernrecht und das Gerichtswesen im Kaukasus.
Nachdem Andrei Saburow nur von April 1880 bis März 1881 Volksbildungsminister gewesen war, wurde Nicolay Volksbildungsminister dank der Unterstützung des Innenministers Michail Loris-Melikow. Allerdings war der reformwillige Alexander II. gerade ermordet worden, sodass der liberale Nicolay sich nun dem konservativen Alexander III. gegenübersah. Nicolay widersetzte sich den von der von Iwan Deljanow geleiteten interministeriellen Sonderkommission vorgeschlagenen Maßnahmen zur Verhinderung von Studentenunruhen und trat wegen fehlender Unterstützung durch Alexander III. im März 1882 zurück, worauf Deljanow sein Nachfolger wurde.

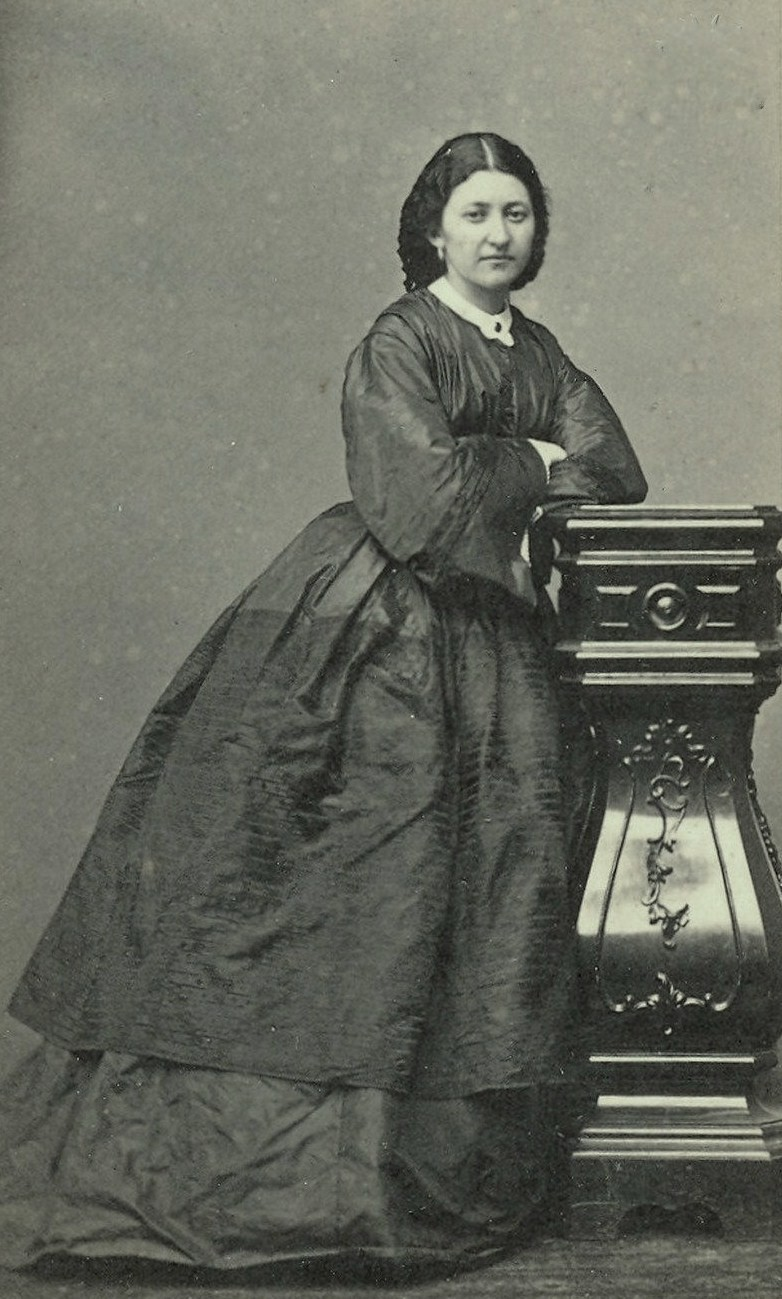
Sofja von Nicolay

Von 1884 bis 1889 war Nicolay Vorsitzender des Departements für Gesetze des Staatsrats. Darauf zog er sich auf sein transkaukasisches Landgut Latschino im Gouvernement Tiflis zurück. In seinen 1894 veröffentlichten Aufzeichnungen Pia desideria legte er seine Vorstellungen zur Reformierung des Gymnasial- und Realschulunterichts im Hinblick auf die Vorbereitung der Schüler auf das Studium an Hochschulen dar.
Nicolay war mit Fürstin Sofja Tschawtschawadse (1833–1862, Tochter des Dichters und Generals Alexander Tschawtschawadse) verheiratet. Ihre Tochter Marija (Maka) (1859–1919) war Hoffräulein und heiratete Fürst Georgi Scherwaschidse.
Nach Nicolays Tod in Latschino wurde seine Asche in St. Petersburg auf dem Wolkowo-Friedhof im lutherischen Teil beigesetzt. Das Grab ist verschollen.

## Ehrungen, Preise
- Nişan-i İftihar II. Klasse (1847)
- Sankt-Stanislaus-Orden I. Klasse (1858)
- Russischer Orden der Heiligen Anna I. Klasse mit Schwertern (1860)
- Kaiserlich-Königlicher Orden vom Weißen Adler (1864)
- Osmanié-Orden I. Klasse (1864)
- Sonnen- und Löwenorden I. Klasse (1864)
- Alexander-Newski-Orden (1866), mit Brillanten (1870)[3]
- Orden des Heiligen Wladimir I. Klasse (1879)[3]
- Orden des Heiligen Andreas des Erstberufenen (1886), mit Brillanten (1890)[3]